# 惠特科姆山
惠特科姆山（英語：Mount Whitcombe）是南極洲的山峰，位於維多利亞地的斯科特海岸，處於珀瑟維倫斯山以北的埃文斯山麓冰川西岸，海拔高度1,425米，在1957年由英聯邦探險隊繪入地圖，現時由南極條約體系管理。